# Орлява
Орлява (хорв. Orljava) — река в Хорватии, в жупании Пожешко-Славонска, левый приток Савы. Длина реки — 89 км. Площадь водосборного бассейна — 1493,8 км².
Исток Орлявы находится на склоне горы Псунь (локация Добра вода), в верховьях река течёт на восток, быстро увеличивается в размерах, собирая воду всех ручьёв, стекающихся в Пожежскую долину. В самом городе Пожега в Орляву впадает река Величанка, текущая с Папука и ручей Вучьяк, стекающий с Пожежской горы.
Ниже Пожеги река протекает через Плетерницу, где принимает свой крупнейший приток Лонджу и поворачивает на юг. Орлява впадает в Саву около деревни Славонски-Кобаш (выше Славонски-Брода).
На Орляве есть ряд порогов и водопадов, особенно в верховьях. Река богата рыбой и популярна у любителей рыбалки.